# Nat Turner
Nathaniel Turner (2 d'octubre de 1800 - 11 de novembre de 1831) va ser un esclau als Estats Units que va promoure una rebel·lió de resistència a l'esclavatge que fou esclafada al comtat de Southampton, a Virgínia.

## Dades de l'autor
Nat Turner era intel·ligent: va aprendre a escriure per ell mateix i solia fer experiments amb paper i pólvora a sa casa. Era també un home religiós, de fet, fins i tot, va tenir diverses visions relacionades amb Déu. Els altres esclaus el coneixien com "El Profeta".

## Rebel·lió
La rebel·lió que va encapçalar Nat Turner va començar amb uns pocs companys d'aquest, però prompte s'hi van unir més de 50 homes. El 21 d'agost va començar la rebel·lió. Aquests homes van anar de casa en casa matant a tota persona blanca que hi veien. Van utilitzar armes blanques per tal de no cridar l'atenció.
Turner va ordenar matar a tots els blancs que els altres companys veieren. Sense excepció. Van matar un total de 55 persones blanques, entre homes, dones i xiquets. Es va salvar un xiquet que va aconseguir amagar-se a una xemeneia.

## Captura i execució
La rebel·lió va acabar només 48 hores després que començara. Nat Turner en canvi, va ser capturat uns mesos després. El 30 d'octubre va ser arrestat per un granger blanc a un pantà. Arran de la seua detenció, Thomas Ruffin Gray, un advocat d'ofici, va publicar un escrit titulat The Confessions of Nat Turner (Les confessions de Nat Turner), escrit en part a partir de recerca que va fer mentre Turner estava desaparegut i en part a partir de converses a la presó amb Turner abans del judici.
El 5 de novembre de 1831, Nat Turner va ser jutjat. La resolució no va ser favorable i el condemnaren a mort. Així, l'11 de novembre va ser penjat a Jerusalem (Virginia). Després de la seua mort, el cadàver va ser escorxat, decapitat i el van fer trossets, alguns dels quals van ser repartits entre alguns blancs com a record.